# Low-Involvement-Produkte
Der Begriff Involvement stammt aus der Psychologie und wird häufig in Marketing-Zusammenhängen gebraucht. Dort wird in High- und Low-Involvement-Produkte unterschieden. 
Involvement bezeichnet das Maß, mit dem sich ein Rezipient mit einem Produkt, Objekten oder Ereignissen (gedanklich) beschäftigt, sowie das Maß der emotionalen Bindung.   
Dabei geht es um den Wert (Wert-Wichtigkeit) und den Nutzen (Wert-Instrumentalität), den ein Produkt für eine Person hat. Mit dem Involvement steigt die Aufmerksamkeit für das Produkt. Das Involvement ist unter anderem abhängig von persönlichen Zielen, Werten, Emotionen und Erfahrungen.
Beispiel: Eine Auto-Anzeige in der Zeitung wird nur dann von mir wahrgenommen, wenn ich gerade im Begriff stehe ein Auto zu kaufen.
Low-Involvement-Produkte
sind meist Produkte des alltäglichen Lebens, mit geringem Preis, die kaum erklärungsbedürftig sind und ohne Service auskommen. Der Kunde setzt sich beim Kauf dieser Güter nur wenig mit den Alternativen auseinander, weil er dem Kauf des Produktes keine hohe Bedeutung beimisst (daher: „Low-Involvement“ = geringes Interesse). Zu den Low-Involvement-Produkten zählen Verbrauchsgüter, Lebensmittel und Massenprodukte, bei denen keine großen Qualitätsunterschiede feststellbar sind. Beispiele hierfür sind Milch, Zucker, Zahnstocher.
Bei High-Involvement-Produkten ist die Bereitschaft zur Informationsbeschaffung wesentlich höher. Als Beispiel ist hier ein Autokauf zu nennen, da Autos oft auch als Statussymbole gesehen werden. 
Das Marketing hat häufig die Aufgabe, eine Einstellungsänderung gegenüber high-Involvement zu erreichen. Zum Beispiel durch gezielte Informationen, welche aktiv aufgenommen werden. Beim Autokauf wären dies z. B. die Angabe eines günstigeren Verbrauchs gegenüber einer konkurrierenden Marke.